# Diócesis de Vijayawada
La diócesis de Vijayawada (en latín: Dioecesis Viiayavadana y en inglés: Roman Catholic Diocese of Vijayawada) es una circunscripción eclesiástica de la Iglesia católica en India. Se trata de una diócesis latina, sufragánea de la arquidiócesis de Visakhapatnam. Desde el 19 de diciembre de 2015 su obispo es Joseph Raja Rao Thelegathoti, de la Compañía de María Monfortana.

## Territorio y organización
La diócesis tiene 8727 km² y extiende su jurisdicción sobre los fieles católicos de rito latino residentes en el distrito de Krishna  en el estado de Andhra Pradesh, antes de la reforma administrativa de 2022.
La sede de la diócesis se encuentra en la ciudad de Vijayawada, en donde se halla la Catedral de San Pablo.
En 2020 en la diócesis existían 100 parroquias.

## Historia
La misión sui iuris de Bezwada fue erigida el 10 de enero de 1933 con el breve Christi regno del papa Pío XI, obteniendo el territorio de la diócesis de Hyderabad (hoy arquidiócesis de Hyderabad).
El 13 de abril de 1937 la misión sui iuris fue elevada al rango de diócesis con la bula Missio sui iuris del papa Pío XI. Originalmente era sufragánea de la arquidiócesis de Madrás (hoy arquidiócesis de Madrás y Meliapor).
El 21 de octubre de 1950, en virtud del decreto Cum post rerum de la Congregación de Propaganda Fide, asumió su nombre actual.
El 9 de septiembre de 1953 pasó a formar parte de la provincia eclesiástica de Hyderabad.
El 9 de diciembre de 1976 cedió una parte de su territorio para la erección de la diócesis de Eluru mediante la bula Haud dubitantes del papa Pablo VI.
El 16 de octubre de 2001 se convirtió en sufragánea de la arquidiócesis de Visakhapatnam.

## Estadísticas
Según el Anuario Pontificio 2021 la diócesis tenía a fines de 2020 un total de 297 258 fieles bautizados.
| Año                                                                             | Población            | Población | Población      | Sacerdotes | Sacerdotes    | Sacerdotes    | Bautizados por sacerdote | Diáconos permanentes | Religiosos | Religiosos | Parroquias |
| Año                                                                             | Bautizados católicos | Total     | % de católicos | Total      | Clero secular | Clero regular | Bautizados por sacerdote | Diáconos permanentes | Varones    | Mujeres    | Parroquias |
| ------------------------------------------------------------------------------- | -------------------- | --------- | -------------- | ---------- | ------------- | ------------- | ------------------------ | -------------------- | ---------- | ---------- | ---------- |
| 1950                                                                            | 60 263               | 3 471 849 | 1.7            | 41         | 6             | 35            | 1469                     |                      |            | 65         | 17         |
| 1970                                                                            | 147 001              | 5 500 000 | 2.7            | 88         | 52            | 36            | 1670                     |                      | 60         | 423        | 45         |
| 1980                                                                            | 129 559              | 2 545 000 | 5.1            | 75         | 44            | 31            | 1727                     |                      | 76         | 389        | 43         |
| 1990                                                                            | 171 024              | 3 872 655 | 4.4            | 109        | 60            | 49            | 1569                     |                      | 96         | 522        | 56         |
| 1999                                                                            | 214 343              | 4 206 362 | 5.1            | 138        | 72            | 66            | 1553                     |                      | 120        | 692        | 74         |
| 2000                                                                            | 224 514              | 4 299 875 | 5.2            | 143        | 73            | 70            | 1570                     |                      | 120        | 689        | 77         |
| 2002                                                                            | 269 983              | 4 388 608 | 6.2            | 147        | 74            | 73            | 1836                     |                      | 125        | 700        | 77         |
| 2003                                                                            | 233 802              | 4 938 409 | 4.7            | 155        | 76            | 79            | 1508                     |                      | 129        | 715        | 77         |
| 2004                                                                            | 253 704              | 5 142 614 | 4.9            | 161        | 82            | 79            | 1575                     |                      | 128        | 715        | 77         |
| 2010                                                                            | 277 673              | 5 038 000 | 5.5            | 211        | 120           | 91            | 1315                     |                      | 346        | 716        | 89         |
| 2014                                                                            | 257 913              | 4 569 628 | 5.6            | 220        | 126           | 94            | 1172                     |                      | 341        | 791        | 98         |
| 2017                                                                            | 267 050              | 4 730 650 | 5.6            | 229        | 126           | 103           | 1166                     |                      | 346        | 789        | 98         |
| 2020                                                                            | 297 258              | 4 891 890 | 6.1            | 270        | 137           | 133           | 1100                     |                      | 235        | 979        | 100        |
| Fuente: Catholic-Hierarchy, que a su vez toma los datos del Anuario Pontificio. |                      |           |                |            |               |               |                          |                      |            |            |            |

## Episcopologio
- Domenico Grassi, P.I.M.E. † (1933-9 de mayo de 1951 falleció)
- Ambrogio De Battista, P.I.M.E. † (13 de diciembre de 1951-23 de enero de 1971 renunció)
- Joseph S. Thumma † (23 de enero de 1971 por sucesión-8 de noviembre de 1996 retirado)
- Marampudi Joji † (8 de noviembre de 1996-29 de enero de 2000 nombrado arzobispo de Hyderabad)
  - Sede vacante (2000-2002)
- Prakash Mallavarapup (26 de julio de 2002-3 de julio de 2012 nombrado arzobispo de Visakhapatnam)
  - Sede vacante (2012-2015)
- Joseph Raja Rao Thelegathoti, S.M.M., desde el 19 de diciembre de 2015